# 초촌 영천군파 세장지 석물일괄
초촌 영천군파 세장지 석물일괄은 충청남도 부여군 초촌면에 있다. 2002년 6월 10일 부여군의 향토문화유산 제61호로 지정되었다.